# Zelenjava
Zelenjava je ena izmed najbolj pomembnih sestavin v prehrani. Definicija zelenjave nima znanstvene veljave in je do neke mere poljubna ter subjektivna. Vsi deli zelnatih rastlin (tudi trave), s katerimi se ljudje hranijo, se na splošno obravnavajo kot zelenjava. Pogosto uvrščajo med zelenjavo tudi gobe, čeprav le te pripadajo svojemu kraljestvu. Čeprav je veliko izjem, je na splošno zelenjava okusna in ni sladka. Oreščkov, zrn in zelišč običajno ne štejemo med zelenjavo.
Zelenjava je užitna rastlina ali del rastline. To je običajno list, steblo ali koren rastline. Nebiološka opredelitev zelenjave večinoma temelji na kulinarični in kulturni tradiciji. Ta beseda se zato uporablja precej poljubno, saj temelji na kulturnih ali/osebnih stališčih. Nekateri na primer gobe prištevajo med zelenjavo, čeprav biološko niso rastline, medtem ko jih drugi štejejo za ločeno kategorijo živil; nekatere kulture uvrščajo krompir med proizvode iz žita, kot so testenine ali riž, medtem ko ga večina angleško govorečega prebivalstva prišteva med zelenjavo. Zelenjava vsebuje beljakovine, ogljikove hidrate, nekaj pa tudi vitaminov in mineralov.
Nekatere vrste zelenjave lahko uživamo surove, nekatere kuhane, nekatere pa moramo skuhati, preden postanejo užitne. Zelenjava se najpogosteje kuha v slanih ali pikantnih jedeh. Nekatere vrste zelenjave pa se lahko uporabljajo tudi v sladicah ali drugih sladkih jedeh, kot sta na primer bučna pita ali korenčkova torta. Številna predelana živila, ki so na voljo na trgu, vsebujejo zelenjavne sestavine in jih lahko imenujemo proizvodi iz zelenjave. Za te proizvode ni nujno, da ohranijo vso prehransko vrednost zelenjave, iz katere so proizvedeni.

## Zgodovina
Pred pojavom poljedelstva so bili ljudje lovci in zbiralci hrane. Iskali so si ućitno sadje, plodove, stebla, korenine in liste, živeli od mrtvih živali in lovili žive. Vrtičkanje na čistini v tropski džungli je verjetno prvi primer poljedelstva: ljudje so ugotovili, katere rastline so jim koristne, podpirali so jih pri njih rasti in nekoristne rastline odstranjevali. Kmalu je tudi prišlo do izbire vrst z zaželenimi lastnostmi, kot so veliki in številni sadeži ter hitra rast. Prve dokaze o udomačenih travah, kot sta žito in ječmen, je sicer najti na Srednjem vzhodu v rodovitnem polmescu, vendar pa je so verjetno različni rodovi v času med 10,000 in 7,000 pred našim štetjem začeli z gojenjem rastlin. Te vrste poljedelstvo je še dandanes poklic številnih kmetov v Afriki, Aziji, Južni Ameriki in drugod, ki polja uporabljajo za prehranjevanje družine, višek donosa pa za nabavo drugih dobrin.
Skozi zgodovino so si bogati lahko privoščili raznoliko prehrano, meso, zelenjavo in sadje, za revne ljudi pa je bilo meso luksuz in hrana, ki so jo jedli, je bilo zelo dolgočasna, običajno je bila za njih glavna jed obed iz riža, rži, ječmena, pšenice, prosa ali koruze.Dodatek v obliki rastlinske hrane je do neke mere vedno polepšal glavni obrok. pod neko vrsto k prehrani. Za Azteke v Osrednji Ameriki je glavni del obeda bila iz koruze , poleg nje pa so gojili paradižnike, avokado, grah, papriko, buče, arašide in plodove amaranta, da soi si polepšali svoje tortile in ovseno kašo. V Peruju so Inke v nižinjah živeli od koruze in od krompirja v višjih predelih. Hranili so se semeni kvinoje, kot dodatek obroku so imeli papriko, paradižnike in avokado.

## Terminologija
Kaj pomeni beseda »zelenjava«, je težko opredeliti, saj pridejo v poštev kot hrana številni deli rastline - koreni, gomolji, čebulice, korenike, stebla, listi, brsti, cvetje, sadeži in semena. Najširši pomen besede je pridevniškega značaja, v smislu "rastlinskega izvora", za razliko od hrane živalskega izvora. Bolj konkretno lahko kot zelenjavo razumemo del neke rastline, ki nam predstavlja vir hrane, v drugotnem pomenu "užiten del kake rastline". Še bolj precizna definicija zelenjave je "katerikoli del ratsline, ki se ga uživa kot hrano, ki pa ni ne plod ne seme, z izjemo zrelih plodov, ki jih uživamo kot poglaviten del  Gobe in druge užitne glive po tej definiciji ne sodijo med zelenjavo.
V vsakdanjem jeziku, povezanem s špecerijo in kulinariko, se sadje skoraj nikoli ne uvrščajo med zelenjavo, velja pa tudi obratno. Beseda „plod“, ki velja za predstavnike sadja, ima točno določen botanični pomen (gre za del rastline, ki se je razvil iz plodnice cvetoče rastline), ki se od kuhinjskega pomena precej razlikuje - tiče se recimo tudi številnih neužitnih, in tudi strupenih rastlin. Medtem ko so breskve, slive in pomaranče „sadje“ v obeh pomenih besede, pa številne proizvode, ki se navadno imenujejo „zelenjava“ — kot so jajčevci, čili paprika in paradižnik — botanično prištevamo med sadje, medtem ko žitarice (žita) štejemo med sadje in zelenjavo, tako kot nekatere začimbe, na primer črni poper in čili. Nekateri rastlinski proizvodi, kot sta koruza ali grah, se prištevajo med zelenjavo samo, ko še niso zreli.
Vprašanje, ali je paradižnik sadje ali zelenjava, se je leta 1893 znašlo na vrhovnem sodišču Združenih držav. Sodišče je v zadevi Nix proti Heddnu soglasno razsodilo, da je paradižnik v ceniku iz leta 1883 za uvožene proizvode pravilno opredeljen in obdavčen kot zelenjava. Je pa sodišče vseeno priznalo, da se v botaničnem smislu paradižnik uvršča med sadje.
Jeziki, ki niso angleščina, pogosto vsebujejo kategorije, ki jih je v vsakdanji angleščini mogoče opredeliti v pomenu „sadje“ in „zelenjava“, vendar je njihov točen pomen pogosto odvisen od lokalne kulinarične tradicije. Za primer, v Braziliji se avokado tradicionalno uživa s sladkorjem kot sladica ali v mlečnih napitkih, zato se kulinarično šteje za sadje, medtem ko se v drugih državah (vključno z Mehiko in Združenimi državami) uporablja v solatah in omakah, zato se prišteva med zelenjavo.

## Zelenjava, ki jo pogosto srečamo
| Nekatere pogoste vrste zelenjave | Nekatere pogoste vrste zelenjave                               | Nekatere pogoste vrste zelenjave | Nekatere pogoste vrste zelenjave           | Nekatere pogoste vrste zelenjave           |
| Slika                            | Opis                                                           | Užitni deli rastline             | Izvor                                      | Sorodni kultivarji                         |
| -------------------------------- | -------------------------------------------------------------- | -------------------------------- | ------------------------------------------ | ------------------------------------------ |
|                                  | Pesa Beta vulgaris                                             | Gomolji, listi                   | Evropa, Bližnji vzhod in Indija            | Pesa sladkorna pesa                        |
|                                  | Solata Lactuca sativa                                          | listi, stebla, semensko olje     | Egipt                                      | Solata                                     |
|                                  | Fižol Phaseolus vulgaris Phaseolus coccineus Phaseolus lunatus | Stroki, semena                   | Osrednja in JužnaAmerika                   | Zeleni fižol Francoski fižol stročji fižol |
|                                  | Bob Vicia faba                                                 | Stroki, semena                   | Severna Afrika Južna in Južnozahodna Azija | Bob                                        |
|                                  | grah Pisum sativum                                             | Stroki, semena                   | Sredozemlje in Srednji vzhod               | grah grašica                               |
|                                  | Krompir Solanum tuberosum                                      | Korenika gomolji                 | Južna Amerika                              | krompir                                    |
|                                  | Jajčevec Solanum melongena                                     | Plodovi                          | Južna in Vzhodna Azija                     | Jajčevec oberžina                          |
|                                  | Paradižnik Solanum lycopersicum                                | Plodovi                          | Južna Amerika                              | Paradižnik                                 |
|                                  | Kumara Cucumis sativus                                         | Plodovi                          | Južna Azija                                | Kumara                                     |
|                                  | Buče Cucurbita spp.                                            | Plodovi, cvetovi                 | Srednja Amerika                            | Buča, cukini,kumarice, gurda               |
|                                  | Čebula Allium cepa                                             | Bulbs, listi                     | Azija                                      | Čebula spomladanska čebula šalotka         |
|                                  | Česen Allium sativum                                           | Čebulčki                         | Azija                                      | Česen                                      |
|                                  | Por Allium ampeloprasum                                        | Stebelni listi                   | Evropa in Srednji vzhod                    | Por                                        |
|                                  | Paprika Capsicum annuum                                        | Plodovi                          | Severna in Južna Amerika                   | Paprika sladka paprika feferoni            |
|                                  | Špinača Spinacia oleracea)                                     | listi                            | Osrednja in jugozahodna Azija              | Špinača                                    |
|                                  | Jam Dioscorea spp.                                             | Gomolji                          | Tropska Afrika                             | Jam                                        |
|                                  | Sladki krompir Ipomoea batatas                                 | Gomolji listi brsti              | Osrednja in Južna Amerika                  | Sladki krompir                             |
|                                  | Kasava Manihot esculenta                                       | Gomolji                          | Južna Amerika                              | Kasava                                     |

## Primeri različnih delov rastlin, ki se uporabljajo kot zelenjava
Seznam živil, ki jih imenujemo „zelenjava“, je precej dolg, vključuje pa veliko število različnih delov rastlin:
Koriandrov list
- rožni brstič

brokoli, cvetača, okrogle artičoke, kapre
- semena

sladka koruza, grah, fižol
- listi

listni ohrovt, blitva, špinača, rukola, pesa, kitajsko zelje, krmna pesa, choi sum, listi repe, endivija, solata, gorčično seme, vodna kreša, drobnjak, kitajski brokoli
- listne ovojnice

por
- brstiči

brstični ohrovt
- steblo

koleraba, galangal in ingver
- stebla listov

zelena, rabarbara, kardij, kitajska zelena
- stebelni poganjki

špargelj, bambusovi poganjki
- gomolji

krompir, artičoke, sladki krompir, kolokazija in diskoreja
- kalčki iz cele rastline

sojina zrna (moyashi), zrnje mungo fižola, urad in alfalfa
- koreni

korenje, pastinak, rdeča pesa, redkvice, koleraba in repinec
- gomolji

čebula, šalotka, česen
- Sadje v botaničnem smislu, ki pa se uživa kot zelenjava

paradižnik,kumare, pastinak, jedilna buča, zelene bučke, buče, paprika, jajčevec, zeleni paradižniki, čajota, bamija, plod kruhovca, avokado, stročji fižol in sladkorni grah

## Prehrana
Zelenjava se uživa na različne načine, kot priloga glavnim jedem ali kot malica. Hranilna vrednost zelenjave je zelo različna, čeprav običajno vsebuje malo beljakovin ali maščob in različne deleže vitaminov, kot so vitamin A, vitamin K in Vitamin B6, provitamini, prehranski minerali in ogljikovih hidratov. Zelenjava vsebuje še celo vrsto drugih fitokemikalij, nekatere med njimi naj bi imele antioksidativne, antibakterijske, antiglivične, antivirusne in antikancerogene lastnosti. Nekatere vrste zelenjave vsebujejo tudi vlaknine, ki so pomembne za delovanje prebave. Zelenjava vsebuje tudi hranila, ki so pomembna za zdrave lase in kožo. Oseba, ki se izogiba mlečnim izdelkom in mesu ter uživa samo rastline (vključno z zelenjavo), je vegan.
Vendar zelenjava vsebuje tudi toksine in antihranila, kot so α-solanin, α-chaconin, encimske inhibitorje (holinesteraze, proteaze, amilaze itd.), cianid in njegovi prekurzorji, oksalatna kislina in drugi. Odvisno od koncentracije lahko te spojine zmanjšajo užitnost, hranilno vrednost in zdrave koristi prehranskih vrst zelenjave. Za njihovo odstranitev ali zmanjšanje je včasih potrebno kuhanje in/ali drug način obdelave.
Prehrana, ki vsebuje priporočene količine sadja in zelenjave, lahko pomaga zmanjšati tveganje za bolezni srca in sladkorne bolezni tipa 2. Taka prehrana varuje tudi pred nekaterimi vrstami raka in zmanjšuje izgubo kostne mase. Kalij, ki ga vsebujeta sadje in zelenjava, lahko pomaga pri preprečevanju nastanka ledvičnih kamnov.

## Prehranska priporočila
Glede na prehranske smernice za Američane, ki jih je pripravila agencija USDA, se priporoča uživanje od 3 do 5 obrokov zelenjave dnevno.  To priporočilo se lahko spreminja glede na starost in spol, določeno pa je na podlagi standardnih velikosti običajnih porcij, pa tudi na podlagi splošne vsebnosti hranil.  Za večino vrst zelenjave en obrok znaša polovico skodelice, uživati pa je mogoče surovo ali kuhano. Pri zelenolistni zelenjavi, kot sta solata in špinača, en obrok običajno znaša eno skodelico. Velikosti porcij za proizvode iz zelenjave niso dokončno določene, vendar zanje običajno velja standard v velikosti polovice skodelice. Primeri izdelkov iz zelenjave, za katere se uporablja ta standard, so ketchup, omaka za pico in paradižnikova mezga. Trenutno ni posebnih standardov za merjenje zelenjavnega obroka glede na njegovo vsebnost hranil, saj različne vrste zelenjave vsebujejo zelo različna hranila.
Mednarodne prehranske smernice so podobne smernicam, ki jih je izdala USDA. Japonska na primer priporoča uživanje od 5 do 6 obrokov zelenjave na dan.  Francoske prehranske smernice se zgledujejo po podobnih smernicah, njihov dnevni cilj pa je 5 obrokov.

## Barvni pigmenti
Zelena barva zelenolistne zelenjave je posledica zelenega barvila klorofila. Na klorofil vpliva vrednost pH, tako se v kislih pogojih spremeni v olivno zeleno barvo, v bazičnih pogojih pa v svetlo zeleno. Nekatere kisline se med kuhanjem izločijo s paro, zlasti če posoda med kuhanjem ni pokrita.
Rumeno/oranžno barvo sadja in zelenjave povzroča prisotnost karotenoidov, na katere prav tako vplivajo običajni postopki kuhanja in spremembe vrednosti pH.
Rdeča/modra barva nekaterih vrst sadja in zelenjave (npr. borovnic in rdečega zelja) je posledica antocianov, ki so občutljivi na spremembo vrednosti pH. Če je vrednost pH nevtralna, imajo škrlatno barvo, če je kisla, se obarvajo rdeče, če je bazična, pa imajo modro barvo. Ta barvila so precej vodotopna. To lastnost lahko uporabimo pri osnovnem testiranju vrednosti pH.

## Gojenje in izvoz

### Način pridelave zelenjave
Večina zelenjave se pridela s tradicionalnimi postopki kmetovanja. Povečuje pa se delež zelenjave, pridelane z ekološkim kmetovanjem.

### Države porekla
Od vseh držav na svetu je Kitajska največja pridelovalka zelenjave, saj pridela največ krompirja, čebule, zelja, solate, paradižnika in brokolija.

## Varnost
Za varnost hrane CDC priporoča pravilno ravnanje s sadjem in njegovo pripravo, da se zmanjša tveganje za zastrupitev s hrano in bolezni, povezane s hrano. Sveže sadje in zelenjavo je treba pazljivo izbirati. V trgovini ne smejo biti poškodovani ali obtolčeni, predhodno narezani kosi pa morajo biti na hladnem ali obdani z ledom. Vse vrste sadja in zelenjave je treba pred uživanjem oprati. Enako se priporoča tudi za proizvode z lupino ali skorjo, ki nista užitni. To storimo tik pred pripravo ali uživanjem, da se izognemo prezgodnjemu gnitju. Sadje in zelenjavo moramo hraniti ločeno od surovih živil, na primer mesa, perutnine in morskih sadežev, pa tudi kuhinjskih pripomočkov ali površin, ki so morda prišli v stik z njimi (npr. deske za rezanje). Sadje in zelenjava, ki nista namenjena kuhanju, je treba vreči proč, če sta prišla v stik s surovim mesom, perutnino, morskimi sadeži ali jajci. Vse narezano, olupljeno ali kuhano sadje in zelenjavo je treba v 2 urah shraniti na hladno. Po določenem času se lahko na njih razvijejo škodljive bakterije, kar povečuje nevarnost za bolezni, povezane s hrano.

## Skladiščenje
Zelenjavo pravilno skladiščenje po obiranju, namenjeno podaljšanju in zagotavljanju roka trajanja, se najbolje doseže z učinkovito uporabo hladne verige. Pravilno ravnanje po obiranju koristi vsem vrstam zelenjave.
Številne vrste korenaste in druge zelenjave, ki raste v tleh, je mogoče pozimi hraniti v podzemni kleti ali kakem drugem podobno hladnem, temnem in suhem prostoru, da se prepreči razvoj plesni, rast in kalitev. Treba se je poučiti o lastnostih in občutljivosti posameznih vrst korenov, ki jih bomo shranili. Taka zelenjava se lahko ohrani do zgodnje spomladi in je skoraj tako hranilna kot sveža.
Listnata zelenjava med skladiščenjem izgublja vlago, zato se količina vitamina C v njej hitro zniža. Čas shranjevanja mor biti čim krajši, in sicer na hladnem mestu, v tesno zaprti posodi ali plastični vrečki.

## Glavni proizvajalci zelenjave in njih produktivnost
Leta 2010 je bila Kitajska z deležem polovice svetovne proizvodnje na prvem mestu. Sledijo ji Indija, Združene države, Turčija, Iran in Egipt. Kitajska ima največji delež svoje površine namenjen gojenju zelenjave, največji donos pa imata Španija in Republika Koreja.
| Država           | Kultivirana površina v tisoč ha | Donos ton/ha | Proizvodnja tisoč ton |
| ---------------- | ------------------------------- | ------------ | --------------------- |
| Kitajska         | 23,458                          | 23,0         | 539,993               |
| Indija           | 7,256                           | 13,8         | 100,045               |
| ZDA              | 1,120                           | 31,8         | 35,609                |
| Turčija          | 1,090                           | 23,8         | 25,901                |
| Iran             | 767                             | 26,1         | 19,995                |
| Egipt            | 755                             | 25,1         | 19,487                |
| Italija          | 537                             | 26,5         | 14,201                |
| Ruska federacija | 75,9                            | 175          | 13,283                |
| Španija          | 348                             | 36,4         | 12,679                |
| Mehika           | 681                             | 18,4         | 12,515                |
| Nigerija         | 1844                            | 6,4          | 11,830                |
| Brazilija        | 500                             | 22,5         | 11,233                |
| Japonska         | 407                             | 26,4         | 10,746                |
| Indonezija       | 108,2                           | 90           | 9,780                 |
| Republika Koreja | 26,8                            | 364          | 9,757                 |
| Vietnam          | 818                             | 11,0         | 8,976                 |
| Ukraina          | 551                             | 16,2         | 8,911                 |
| Uzbekistan       | 220                             | 34,2         | 7,529                 |
| Filipini         | 718                             | 8,8          | 6,299                 |
| Francija         | 245                             | 22,7         | 5,572                 |
| Skupaj svet      | 55,598                          | 18,8         | 1,044,380             |

## Standardi
Za sadje in zelenjavo se uporabljajo različni standardi ISO.